# Union des caisses nationales de Sécurité sociale
L’Union des caisses nationales de Sécurité sociale (Ucanss) est une entité française chargée d'assurer des tâches d’intérêt commun pour les caisses nationales de sécurité sociale (convention collective, formation professionnelle, examens et concours nationaux, documentation, etc.). Elle agit également comme une centrale d'achat en mutualisant certaines passations de marchés publics.
L'Ucanss a été créé en 1970 pour aider les caisses de Sécurité sociale : CNAM, CNAV, CNAF et ACOSS.
L'Union des caisses nationales de Sécurité sociale (Ucanss) est la fédération des employeurs du service public français du régime général de la Sécurité sociale.
Il ne faut pas confondre l'Ucanss avec l'Union nationale des caisses d'assurance maladie, ni avec l'Unccas (Union nationale des centres communaux d'action sociale).

## Historique
L'Ucanss a été créée en 1970 afin d'assurer des tâches d'intérêt commun pour les cinq branches qui composent le régime général de la Sécurité sociale en France : l'Assurance maladie, l'Assurance retraite, les Allocations familiales, l'Urssaf et, depuis 2022, la Caisse nationale de solidarité pour l'autonomie.
L'organisme est dirigé, comme tous les organismes de sécurité sociale par un directeur, Isabelle BERTIN depuis 2022, et un directeur comptable et financier.
L'Ucanss pilote et anime des démarches communes, au service des branches et des organismes locaux. Elle a notamment pour missions :
- de négocier et conclure les conventions collectives ;
- d’appuyer le développement RH, la formation professionnelle et la responsabilité sociétale des organismes de la Sécurité sociale ;
- de mutualiser des prestations (politiques d’achats, immobilier, statistiques, communication, etc.).

Elle agit également comme une centrale d'achat en regroupant certaines passations de marchés publics pour le compte de la Sécurité sociale.

## Directeurs et directeurs comptables

### Directeurs
- Martine FONTAINE (1994-2005)
- Philippe RENARD (2005-2012)
- Didier MALRIC (2012-2018)
- Raynal LE MAY (2018-2022)
- Isabelle BERTIN (2022-

### Directeurs comptables et financiers (DCF)
- Jean-Claude BERGE (1991-2002)
- Nicole LAMBERT (2002-2003) - par intérim
- Béatrice CHOLY (2003-2016)
- Michelle BUSSIERE (2016-2021)
- Philippe LATOURNERIE (2021-